# حاجی‌محله
حاجی محله، روستایی است از توابع بخش مرکزی شهرستان نکا در استان مازندران ایران.

## جمعیت
این روستا در دهستان قره‌طغان قرار دارد و براساس سرشماری مرکز آمار ایران در سال ۱۳۸۵، جمعیت آن ۹۲۱ نفر (۲۲۴خانوار) بوده‌است. مردم حاجی محله از قومیت طبری هستند. مردم حاجی محله به زبان طبری (مازندرانی) سخن میگویند.